# Александр Гика
Александр I Гика (Александр Гика VII)  (годы рожд. и смерти неизвестны) — господарь Валахии (2 декабря 1766 — 28 октября 1768).

## Происхождение
Представитель фанариотского рода Гика, представители которого правили в Валахии и Молдавии.
Отец — Скарлат Гика (1715—1766), господарь Валахии (1758—1761, 1765—1766) и Молдавии (1757—1758).
Мать — Анастасия Раковицэ, дочь Михая Раковицэ, господаря Молдавии (1703—1705, 1707—1709, 1716—1726) и Валахии (1730—1731, 1741—1744).

## Правление
В декабре 1766 года после смерти своего отца Скарлата Александр Гика был назначен Портой новым господарем Валахии. Занимал престол два года.
В октябре 1768 года османский султан отстранил от власти Александра Гику из-за того, что он не мог воспрепятствовать вступлению валашских добровольцев в состав русской армии в начале русско-турецкой войны (1768—1774). На господарский трон в Валахии был посажен бывший молдавский господарь Григорий III Гика (1768—1769), двоюродный брат Александра Гики.

## Семья и дети
1-я жена — Мария Яковаке Рицо-Рангабе
2-я жена — Смаранда Мурузи
Дети от первого брака:
- сын Григорий Гика
- дочь Руксандра Гика, жена Константина Хангерли (1760—1799), господаря Валахии (1797—1799)